# Досо (регіон)
Досо (фр. Dosso) — регіон в Нігері. Площа її становить 33 844 км². Чисельність населення рівна 2 078 339 осіб (на 2011 рік). Щільність населення — 61,41 чол./км². Адміністративний центр регіону — місто Досо.

## Географія
Регіон Досо розташований на південному заході Нігеру. На півночі від нього знаходиться провінція Тіллабері, на сході — провінція Тахуа. На південь від Досо проходить державний кордон Нігеру з Нігерією та з Беніном.
Через провінцію Досо протікає річка Нігер. Клімат спекотний, з частими дощами. Ґрунти родючі.

## Адміністративний поділ
В адміністративному відношенні провінція поділяється на 5 департаментів і 1 муніципію (місто Досо).
Департамент Бобое (Boboye):
- Площа: 4 794 км²
- Населення: 372 904 чол. (2011)

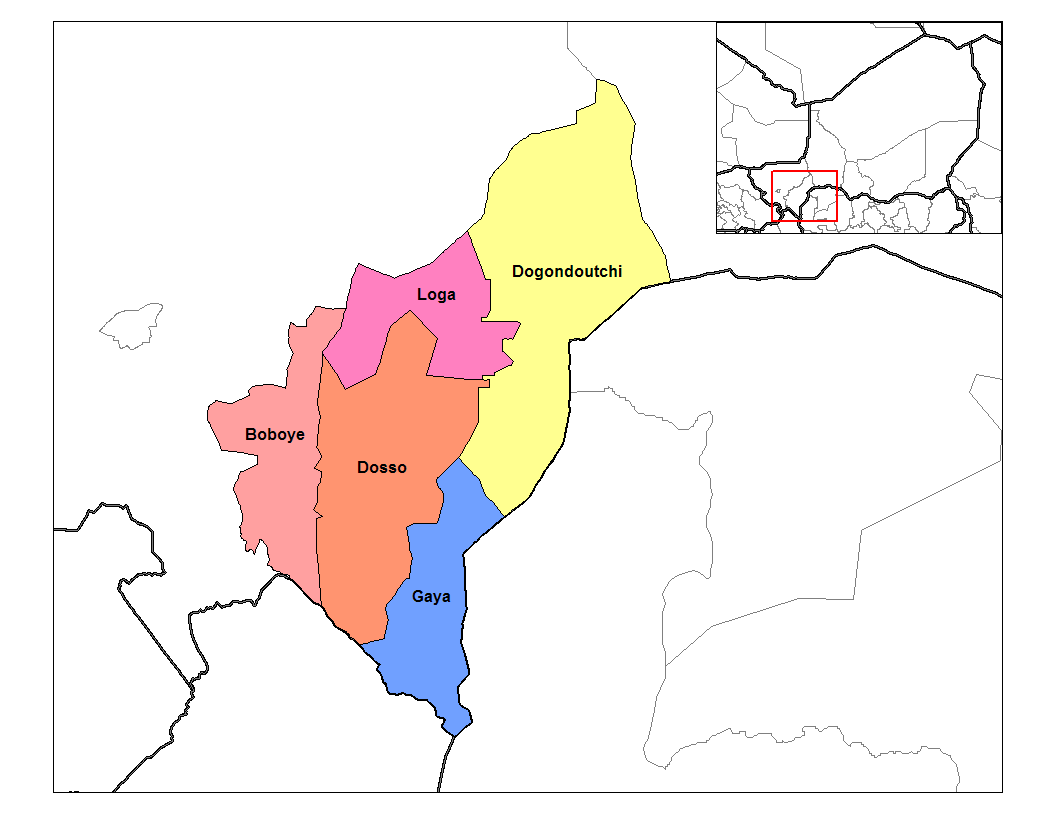
Департаменти регіону Досо.

Департамент Догондучі (Dogondoutchi):
- Поверхня: 11 936 км²
- Населення: 682 289 чол. (2011)

Департамент Досо (Dosso):
- Площа: 8 587 км²
- Населення 488 509 осіб. (2011)

Департамент Геа (Gaya):
- Площа: 4 446 км²
- Населення 349 794 чол. (2011)

Департамент Лога (Loga):
- Площа 4 081 км²
- Населення 184 843 чол. (2011)